# Armand-Louis Couperin
Armand-Louis Couperin /aʁˈmɑ̃ lwi kuˈpʁɛ̃/ (Parigi, 25 febbraio 1727 – Parigi, 2 febbraio 1789) è stato un compositore e organista francese, della celebre famiglia Couperin, i cui più famosi rappresentanti furono suo zio Louis e suo cugino François. Era figlio di Nicolas Couperin (1680–1748), figlio questi di François Couperin il Vecchio (1631–1701), che era fratello di Louis (1626–1661) e di Charles (1639–1679), padre del già menzionato François.

## Vita
Sua madre morì quando egli aveva appena 17 mesi e fu cresciuto dal padre, cugino di François e successore di quest'ultimo all'organo di san Gervasio. Il mestiere di musicista era prassi in una famiglia di questo tipo. Nel 1752 sposò Élisabeth-Antoinette Blanchet (1729 - 1815), figlia di François-Étienne Blanchet, costruttore di clavicembali per la corte di Luigi XV. Goderono di una vita pacifica e felice ed ebbero tre figli, tutti musicisti: Pierre-Louis, Gervais-François e Antoinette-Victoire.
Alla morte del padre Nicolas, ne prese il posto alla chiesa di san Gervasio, in cui i Couperin furono titolari per più di due secoli da Louis  - nel 1650 circa - fino alla sua discendente Céleste-Thérèse morta nel 1860. Suo successore sarebbe stato il figlio Gervais-François.
Oltre all'incarico a san Gervasio ne aveva accumulati molti altri: san Bartolomeo, Saint-Jean-en-Grève, il convento dei carmelitani, la Sainte-Chapelle, Santa Margherita, un semestre alla Chapelle royale, uno dei quattro posti a Notre-Dame. Per questo motivo doveva farsi aiutare dalla famiglia (dalla moglie, eccellente musicista anch'ella, o uno dei figli). Era amico di Claude Balbastre, suo collega a Notre-Dame. Nella sua abitazione possedeva un organo, un regale, due clavicembali di cui uno con una meccanica «per graduare il suono», un fortepiano inglese, una spinetta grande, una spinetta all'ottava, un clavicordo, un violoncello, una viola e tre violini. Oltre a essere musicista, era anche amante dei libri e alla morte ne possedeva 885.
Morì tragicamente il 2 febbraio 1789, travolto da un cavallo imbizzarrito che aveva disarcionato il cavaliere, mentre dalla Sainte-Chapelle si recava a San Gervasio.

## Opere

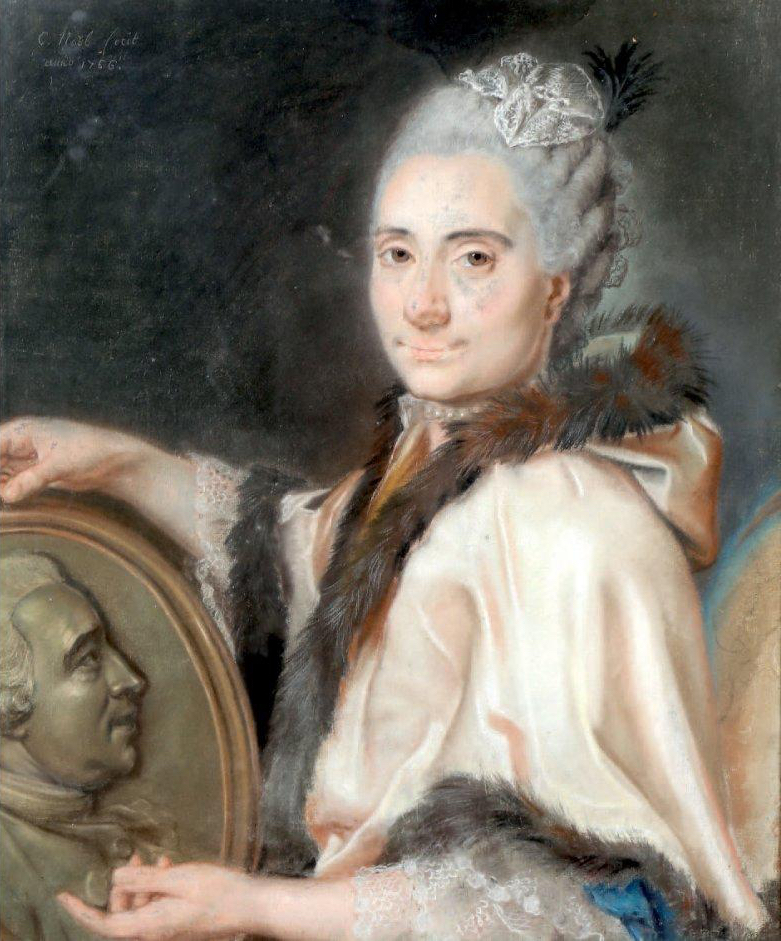
Ritratto di Elisabeth-Antoinette Blanchet, moglie di Armand-Louis

L'opera di Armand-Louis Couperin è relativamente scarsa: si dedicava soprattutto all'organo, di cui era un virtuoso rinomato e un talentuoso improvvisatore. Tuttavia ha lasciato solo due opere
per questo strumento, chiaramente scritti in origine per il clavicembalo. Contrariamente a molti suoi contemporanei, restò fedele alla grande tradizione francese e il musicologo Charles Burney, in occasione di un passaggio a Parigi nel 1770, scrive che «il suo stile non è moderno quanto potrebbe».
Ha almeno composto:
- 3 cantatille (perdute): Le Printemps, la Jeunesse, la Vieillesse
- Cantatille pour l’Amour Médecin (soprano, 2 violini e basso), 1750
- Pièces de Clavecin, opus I, 1751
- Sonates en pièces de clavecin avec violon, opus II, 1765
- 3 sonate in trio, opus III (clavicembalo, violino e violoncello), 1770
- Quatuors à deux clavecins, 1773
- Symphonie de clavecins, 1773
- La Chasse, rondeau in re maggiore per clavicembalo o organo.
- Dialogue entre le chalumeau et le basson avec accompagnement de flûtes au clavier d’en haut, per clavicembalo o organo, 1775
- variazioni per clavicembalo:
  - sull'aria «Vous l’ordonnez», 1775
  - Aria con variazione, 1781
  - sull'aria «Richard Cœur de Lion», 1784
- vari mottetti, di cui ci è giunto solo un Motet au Saint Sacrement a 3 voci del 1787.

### Pièces de Clavecin (1751)
Raccolta dedicata a Vittoria di Francia.
- La Victoire
- Allemande
- Courante, La de Croissy
- Les Cacqueteuses
- La Grégoire
- L'Intrépide
- Premier menuet, deuxième menuet
- L'Arlequine ou la Adam, rondeau
- La Blanchet
- La de Boisgelou
- La Foucquet
- La Sémillante ou la Joly
- La Turpin
- Première gavotte, seconde gavotte
- Premier menuet, second menuet
- La du Breüil
- La Chéron
- L'Affligée
- L'Enjouée
- Les tendres Sentiments
- Rondeau gracieux
- Les Quatre Nations
  - L'Italienne
  - L'Angloise, rondeau
  - L'Allemande
  - La Françoise